# Feregastes wellensi
Feregastes wellensi is een eenoogkreeftjessoort uit de familie van de Tegastidae. De wetenschappelijke naam van de soort is voor het eerst geldig gepubliceerd in 1986 door Fiers.